# Dohrniphora palpalis
Dohrniphora palpalis är en tvåvingeart som beskrevs av Borgmeier 1961. Dohrniphora palpalis ingår i släktet Dohrniphora och familjen puckelflugor. Inga underarter finns listade i Catalogue of Life.